# TVCG MNE
TVCG MNE es un canal de televisión público internacional montenegrino, perteneciente a Radio i Televizija Crne Gore (RTCG). Emite vía satélite y atiende a la diáspora montenegrina, con programación de RTCG.

## Historia
El canal inició emisiones como RTCG Sat el 15 de enero de 2000 en formato analógico, pero empezó a emitir en digital en enero de 2001.
El canal estuvo disponible entre junio de 2007 hasta febrero de 2010 en Hotbird 8.
En 2012 el canal cambió su nombre a TVCG Sat. Sin embargo, el 1 de diciembre de 2012, debido a recortes presupuestarios, RTCG decidió cesar las emisiones del canal en el satélite Eutelsat 16A por falta de pagos. Su señal se restableció el 19 de diciembre de dicho año.
El 1 de diciembre de 2018 TVCG Sat cambió su frecuencia, pasando de Astra 3B a Eutelsat 16A, siendo esta la frecuencia actual por la que el canal.
Desde el 1 de enero de 2020 emite en HD.
En 2022 el canal adoptó su denominación actual y en 2024 se estrenó la imagen corporativa actual, junto con la del resto de canales pertenecientes a RTCG.